# 細身齧脂鯉
細身齧脂鯉，為輻鰭魚綱脂鯉目脂鯉亞目脂鯉科的其中一個種，分布於南美洲巴西里約熱內盧São João河流域，體長可達3.8公分，棲息在底中層水域，生活習性不明。